# Nelson Stone
Nelson Stone (ur. 2 czerwca 1984 w Lae) – papuaski sprinter, uczestnik Letnich Igrzysk Olimpijskich 2012.
Zdobył dwa brązowe medale na Igrzyskach Południowego Pacyfiku 2007 – w biegu na 200 m (21,69 s) i na 400 m (48,16).
Wystąpił w biegu na 400 m na Mistrzostwach Świata 2009 w Berlinie, gdzie zajął 7. miejsce w swoim biegu eliminacyjnym, z czasem 47,13 s. Dwa lata później, w biegu na 400 m w Daegu na Mistrzostwach Świata 2011 ponownie był siódmy w swoim biegu eliminacyjnym, osiągając czas 47,86 s.
Na Mistrzostwach Oceanii w Lekkoatletyce 2010 w Cairns zdobył złoty medal w biegu na 200 m, srebrny w biegu na 100 m i brązowy w biegu na 100 m. Na Igrzyskach Wspólnoty Narodów 2010 wystartował w biegu na 200 m, gdzie odpadł w półfinale, plasując się z dwunastym czasem (z szóstym w swoim biegu). W biegu na 400 m także odpadł w półfinale (piąty w swoim biegu), ale z czasem 46,70 s ustanowił nowy rekord Papui-Nowej Gwinei.
Na igrzyskach w Londynie, w biegu na 400 m mężczyzn był szósty w swoim biegu, z czasem 46,71 s. W ogólnej klasyfikacji był 37.

## Rekordy życiowe
| Konkurencja   | Wynik   | Data i miejsce                                       |
| ------------- | ------- | ---------------------------------------------------- |
| Bieg na 100 m | 10,59 s | 23 września 2010, Cairns (MO)                        |
| Bieg na 200 m | 21,09 s | 25 września 2010, Cairns (MO, rekord kraju)          |
| Bieg na 400 m | 46,70 s | 8 października 2010, Nowe Delhi, (IWN, rekord kraju) |